# NGC 414
NGC 414 je galaksija u zviježđu Ribe.

## Vanjske poveznice
- SEDS: NGC 414